# Vilayat Khan
Vilayat Khan (Bengalisch: বিলায়েত খাঁ, Vilaẏet Khã; * 8. August 1928 in Gauripur, heute Bangladesch; † 13. März 2004 in Mumbai) war ein indischer Sitarvirtuose. Die Angaben seines Geburtsjahres schwanken zwischen 1924 und 1928.

## Leben
Im Alter von 8 Jahren nahm Khan seine erste Schallplatte auf. In der Musikszene wurde man auf ihn aufmerksam, nachdem er mit nur 17 Jahren bereits als Ustād (Meister) gepriesen worden war.
Vilayat Khan steht in der Familientradition der Etawah Gharana, die auch nach seinem Großvater Imdad Khan (1848–1920) Imdadkhani Gharana genannt wird. Nachdem er ihn nur sechs Jahren ausgebildet hatte, starb sein Vater und Guru Enayat Khan (1894–1938). Vilayat Khan wurde danach von seinem Großvater mütterlicherseits, Bande Hassan, und seinem Onkel Zinda Hassan Khan, die beide Sänger waren, geschult.
Vilayat Khan betrachtete sich als traditionalistischen Puristen. Er formte die indische (Vokal)musik mit seinem eigenen instrumentalen Stil und war so gleichzeitig orthodox wie innovativ. Sein Wirken war ein Beitrag zur lebendigen Fortschreibung der Tradition indischer Ragas.
Seit 1950 war Vilayat Khan im Ausland auf Konzertreisen. Er spielte in Europa, den USA, Japan, in Ostafrika und ebenso im Buckingham Palace für Elisabeth II. Neben seiner Konzerttätigkeit und Schallplattenaufnahmen schrieb er auch Musik für Filme. Die bekanntesten hiervon sind: Kama Sutra von Mira Nair, The Guru von James Ivory sowie Das Musikzimmer von Satyajit Ray.
Die Verleihung von Regierungspreisen (Padma Shri, 1964; Padma Vibhushan 1968 und 2000) wies er mit der Begründung zurück, dass die Preisverleiher unfähig seien, künstlerisches Format zu beurteilen. Von der Indian Classical Artists Association nahm er jedoch den Titel Bharat Sitar Samrat (in etwa: „Sitarkaiser Indiens“) an.
Gemeinsam mit Ravi Shankar war er der im westlichen Ausland bekannteste Sitarspieler. Sein jüngerer Bruder Imrat Khan (1935–2018) spielt Sitar und Surbahar.